# Gunnar Nordlöf
Gunnar Nordlöf, född 16 september 1919 i Skönsmons församling i Västernorrlands län, död 31 augusti 2002 i Västerstrands församling i Värmlands län, var en svensk militär.

## Biografi
Nordlöf avlade studentexamen 1938 och tjänstgjorde 1939–1940 som frivillig i finska vinterkriget. Han avlade officersexamen vid Kungliga Krigsskolan 1941 och utnämndes samma år till fänrik vid Bodens ingenjörkår. Han gick 1947–1949 Högre kursen vid Artilleri- och ingenjörhögskolan, befordrades 1949 till kapten vid Svea ingenjörkår, inträdde 1953 i Generalstabskåren och tjänstgjorde åter vid Svea ingenjörkår 1957–1959. År 1959 befordrades han till major i Generalstabskåren, varefter han var chef för Utrustningsavdelningen i Arméstaben 1959–1963. År 1961 studerade han vid Försvarshögskolan. Han befordrades till överstelöjtnant 1963 och tjänstgjorde vid Älvsborgs regemente 1963–1964. År 1964 befordrades han till överste, varpå han 1964–1968 var chef för Göta ingenjörregemente. Han var 1966–1968 tillförordnad stabschef i Bergslagens militärområde och 1968–1972 ordinarie stabschef. Han befordrades 1972 till generalmajor och var chef för Försvarets materielverks huvudavdelning i Karlstad 1972–1983.
Nordlöf var ledamot av Försvarskostnadsutredningen 1963–1969 och ordförande i Förbundet Svenska Finlandsfrivilliga 1995–1997.
Gunnar Nordlöf invaldes 1976 som ledamot av Kungliga Krigsvetenskapsakademien.

### Utmärkelser
- Riddare av första klass av Svärdsorden, 1960.[8]
- Kommendör av Svärdsorden, 1967.[9]
- Kommendör av första klass av Svärdsorden, 1970.[10]